# Speciální čarodějnický díl (11. řada)
Speciální čarodějnický díl (alternativně také Speciální čarodějnický díl X, v anglickém originále Treehouse of Horror X) je 4. díl 11. řady (celkem 230.) amerického animovaného seriálu Simpsonovi. Scénář napsali Donick Cary, Tim Long a Ron Hauge a díl režíroval Pete Michels. V USA měl premiéru dne 31. října 1999 na stanici Fox Broadcasting Company a v Česku byl poprvé vysílán 30. října 2001 na stanici ČT1.

## Děj
Epizoda je rozdělena na tři části: Vím, co jste dudly-hudly provedli (I Know What You Diddily-Iddily-Did), Ztracená Xena (Desperately Xeeking Xena) a Život je krátký, pak následuje smrt (Life's a Glitch, Then You Die).

### Úvod
Na úvod se objeví Kang a Kodos ve své show a vypráví vtipy, kterým se sice nikdo nesměje, ale je puštěn nahraný smích. Poté se objeví Simpsonovi na gauči. Homer vypadá jako klaun na pružině ze Zvláštního čarodějnického dílu, Marge jako čarodějka z osmého Speciálního čarodějnického dílu, Maggie jako mimozemšťanka z devátého Speciálního čarodějnického dílu, Bart jako moucha z osmého Speciálního čarodějnického dílu a Líza, která má do hlavy vraženou sekeru, se zeptá: „Co mají ufouni společného s Halloweenem?“. Maggie řekne Kangovým hlasem „Ticho!“ a nechá ji zmizet svým paprskometem.

### Vím, co jste dudly-hudly provedli
Rodina se v noci vrací autem domů. Marge řídí, ale nevidí moc dobře na cestu, Homer zapomněl namontovat zpět mlhovky. Marge chce zajet ke kraji a podívat se na to, ale přejede při tom Neda Flanderse. Homer má plán. Druhý den ho vezme na svou střechu a chce ho před Maude shodit dolů, aby to vypadalo, jako že se zabil. Maude se ale na poslední chvíli otočí a vejde domů a Ned spadne na psí boudu. Homer ho tedy vezme a hodí za dveře.
Koná se Nedův pohřeb v kostele. Po návratu z kostela Simpsonovi najdou na dveřích od svého domu vzkaz: „Viděl jsem, co jste provedli.“. V noci sedí v obýváku na gauči, venku zuří bouřka. Při jednom blesku si všimnou, že zdi v jejich domě jsou popsány větou „Viděl jsem, co jste provedli.“ a v rohu stojí tajemná zahalená osoba. Simpsonovi začnou utíkat. Nasednou do auta a ujedou. Jejich auto je taky popsané. Pak začne Homer prosit boha o pomoc, ale auto přestane jet. Vyskočí z auta a Homer začne rozdělovat místa, kam se kdo schová. Pak osloví Neda, kam se má schovat on. Poté jim dojde, že Ned není mrtvý, a on jim poví svůj příběh. Byl si v noci zaběhat, když v tom ho pokousal vlk, a stal se z něj vlkodlak. Pak ho srazila Marge autem. Než se na něj podívali, proměnil se zpět v člověka. Poté vyjde měsíc a promění se. Všichni začnou utíkat, ale Ned Homera dožene.

### Ztracená Xena
Ve škole policie provádí kontrolu sladkostí z Halloweenu. Přístroj se ale ucpe a radiace zasáhne Barta a Lízu. Líza získá nadpřirozenou sílu a Bart se může natahovat. Stanou se z nich superhrdinové. Chytají zloduchy po celém městě. Do města zavítá představitelka Xeny, Lucy Lawlessová. Na její přednášce ji unese Komiksák, zloduch, který si říká Sběratel. Cestou jede kolem domu Simpsonových a Bart s Lízou se ji vydají zachránit. Komiksák začne na Lízu mířit svým laserovým kanónem. Bart je ale zrovna zaneprázdněn a Komiksák ji trefí. Pak chce trefit i Barta, ale nejde mu to a dojdou mu „náboje“, tak zbraň po něm hodí, a omráčí ho tak. Sváže je k sobě a spustí je dolů, kde je vařící se plexisklo, do kterého je chce zavařit. Xena ho mezitím přepere a on spadne do kádě s plexisklem. Pak Xena Lízu a Barta zachrání a odnese domů.

### Život je krátký, pak následuje smrt
Je Silvestr 1999 a všichni čekají na nové tisíciletí. Lenny a Carl se ptají Homera, zda opravil všechny Y2K chyby v počítačích v elektrárně. On ale vůbec neví, o čem mluví. V televizi začne Dick Clark odpočítávat poslední sekundy roku 1999. V tom se ale začne celou počítačovou sítí šířit chyba, kterou Homer ve svém počítači neopravil. Nastává rok 1900. Ve městě panuje chaos. Počítačové čipy jsou ve všem. Simpsonovi se procházejí po městě a najdou mrtvého Šášu Krustyho, jeho kardiostimulátor selhal. Objeví u něj pozvánku na únikovou akci Exodus – lety na Mars. U lodi vyjde najevo, že Líza je dokonce kapitánkou dané lodě, s sebou si může ale vzít jen jednoho rodiče. Vybere si mámu. Bart a Homer se jdou podívat po okolí a najdou ještě jednu loď. Dokonce ji ani nikdo nehlídá. Nastoupí tam. Pak se ale tahle loď odpojí od kurzu a začne mířit ke Slunci. Všichni zemřou. Homer ale ještě předtím katapultuje sebe i Barta do vesmíru.

## Produkce
Díl režíroval Pete Michels a scénář napsali Donick Cary, Tim Long a Ron Hauge. Původně se vysílal na stanici Fox ve Spojených státech o Halloweenu 1999. Vím, co jste dudly-hudly provedli vymyslel a napsal bývalý štábní scenárista Cary. V komentáři k epizodě na DVD Cary uvedl, že ho tato část napadla po zhlédnutí hororu Tajemství loňského léta z roku 1997. „Zrovna jsem ten film viděl a říkal jsem si: Hej, tady to je,“ uvedl. Zatímco Flanders slouží jako antagonista části, původně měl tuto roli hrát děda, který Homera pronásledoval uvnitř diskotéky na kolečkových bruslích. Zatímco děda se v části neobjevuje, Springfieldská diskotéka na kolečkových bruslích je vidět během Simpsonových útěků před Flandersem. Přestože Cary působil jako scenárista části, opustil seriál po dokončení prvního návrhu, aby mohl pracovat na animovaném seriálu Austin Powers, který však nikdy nebyl dokončen. V jeho nepřítomnosti scenáristé přepsali poslední čtvrtinu pasáže a přidali odhalení, že Flanders je vlkodlak. Aby se zbavil mrtvoly Neda Flanderse, hodí Homer jeho tělo do Flandersova domu. Poté, co skončí, řekne: „To je konec této kapitoly.“, což je věta, kterou Cary často používá v každodenním životě. „To je prostě něco, co se v mém životě často objevuje, když bez ohledu na to, jestli je to dobrá nebo špatná věc, prostě jdeme dál,“ řekl.
Ztracenou Xenu napsal Tim Long. Na začátku části je Milhouse vidět v plastové kombinéze s obrázkem Radioaktivního muže. Scéna vznikla na základě zážitku z Longova dětství: „Požádal jsem mámu o kostým Batmana. A dostal jsem dres, na kterém byl Batman a nápis ‚Batman‘. Bylo to velmi skličující,“ řekl v komentáři k epizodě na DVD. Znělku k Stretch Dude & Clobber Girl napsal Long a složil ji Alf Clausen. Během této části jsou Stretch Dude a Clobber Girl viděni, jak napadají Saddáma Husajna, pátého prezidenta Iráku, a poté jim za jejich pomoc děkuje prezident Bill Clinton. Podle Longa vedl scenáristický štáb „vášnivou“ diskuzi o tom, zda dvojice během části napadne Husajna, nebo íránského náboženského vůdce a politika Rúholláha Chomejního. Scully se dovtípil, že Husajn byl vybrán, protože „si o účast v seriálu vždycky říkal“. V pasáži se objevuje novozélandská herečka Lucy Lawlessová v roli sebe sama. Podle Longa byla Lawlessová se scénářem pasáže velmi spokojená. Obzvláště se jí líbila řeč, kterou pronese ke Sběratelce, v níž se zmiňuje o tom, že byla v pubertě velmi vysoká. Lawlessovou režíroval Scully, který se vyjádřil, že byla „úžasná“. V rozhovoru pro maďarské internetové noviny Origo Lawlessová uvedla, že její role v epizodě byla nejlepší zkušeností, kterou zažila při hostování v seriálu. „Bylo to opravdu vtipné, když mě Komiksák unesl,“ řekla.
Část Život je krátký, pak následuje smrt napsal a vymyslel Hauge. V komentáři na DVD k této epizodě Hauge uvedl, že když tuto část psal, věděl, že nebude dobře stárnout. „Byl jsem si toho tehdy vědom, že to nebude trvat věčně,“ řekl, „ale chtěl jsem ten okamžik zachytit.“ Podle režiséra Michelse byla raketa, která přepravovala „nejlepší a nejchytřejší“ obyvatele, nakreslena tak, aby připomínala ledovou tříšť. Štáb Simpsonových měl velké problémy sehnat hostující hvězdu pro druhou raketu a jediný, kdo souhlasil s účastí, byl americký herec Tom Arnold. V epizodě je Arnold vyobrazen jako otravná, „nepříliš velká“ celebrita. Ačkoli se Arnold většinou účastnil vtipu, při nahrávání svých replik trochu „rozbil (štábu) hubu“. „Řekl nějakou větu a pak zařvali střih a on se na mě podíval a vystřelil si ze mě.“ Přesto Hauge shledal Arnoldův výkon „fantastickým“ a Scully řekl, že byl „dobrý sportovec“. V části se také objevuje televizní osobnost Dick Clark jako on sám. Několik měsíců po odvysílání epizody Hauge diskutoval o pasáži s Clarkem ve studiu televize Fox. Podle Haugeho Clark řekl, že epizoda vyvolala „největší odezvu“, jakou kdy dostal za cokoli, co kdy natočil. „Po jeho dlouhé kariéře v televizi bylo pro mě vrcholem už jen to, že jsem mu dal příležitost,“ řekl Hauge v komentáři k epizodě na DVD.

## Kulturní odkazy
Úvodní část, v níž se Kang a Kodos pokoušejí pobavit publikum mimozemšťanů, se „zrodila z lásky“ štábu Simpsonových ke komediálním týmům, jako jsou Martin a Lewis a Smothers Brothers. Zápletka pasáže Vím, co jste dudly-hudly provedli vychází z hororu Tajemství loňského léta z roku 1997. Na začátku části jsou Simpsonovi viděni, jak utíkají před skupinou upírů. Homer drží balíček cereálií Super Sugar Crisp a začne zpívat znělku o těchto cereáliích. Super Sugar Crisp je odkazem na snídaňové cereálie Golden Crisp, zatímco znělka, kterou Homer zpívá, odkazuje na „Can't get enough of that Golden Crisp“, znělku, kterou zpívá maskot Golden Crisp, medvídek Sugar, během reklam na tyto cereálie. Podle Scullyho měl štáb seriálu velké problémy s tím, aby píseň pro tuto epizodu získal. „Zřejmě nechtěli, aby se ta melodie (…) použila v tomto kontextu,“ řekl v komentáři k epizodě na DVD.
Ačkoli existuje postava z komiksů Marvelu jménem Sběratel, Long na ní Sběratele nezaložil. Když Lawless nese elektromagnet, Sběratel říká: „Dáš si Rolo, sladká Xeno?“. Tato narážka byla zařazena proto, že scenáristé tehdy dostali Rolos zdarma. Ve Sběratelově doupěti je několik celebrit uloženo v hliníkových pytlích z PET fólie. Mezi ně patří například tvůrce seriálu Simpsonovi Matt Groening a Tom Baker, jenž ztvárnil čtvrtou inkarnaci doktora v britském sci-fi seriálu Pán času. „Herců z Pána času je několik, ale vždycky si vybíráme Toma Bakera,“ vysvětlil Hauge v komentáři k epizodě na DVD. Mezi další zajatce patří herečka Yasmine Bleethová, Gilligan ze seriálu Gilliganův ostrov a Spock a Sedmá z Devíti ze Star Treku. V této části se také poprvé v seriálu objevuje odkaz na Star Wars: Epizoda I – Skrytá hrozba, když Sběratel používá dvoubřitý světelný meč Darth Maula v mincovním stavu. Protože epizoda vznikla ještě před uvedením filmu, autoři podle nich nevěděli, „jak moc špatné to bude“, a proto do ní nezařadili žádný „povinný záběr“ na film. Když Sběratel umírá, vydává se za postavu Lornea Greena, velitele Adamy ze sci-fi seriálu Battlestar Galactica.
Hauge založil část Život je krátký, pak následuje smrt na hysterii týkající se Problému roku 2000, který nastal v noci na 1. ledna 2000. Lidé prchající z nezachránitelné Země v raketách jsou odkazem na film When Worlds Collide z roku 1951. Ve scéně v této části je vidět několik celebrit, včetně herce Mela Gibsona a bývalého hráče baseballové ligy Marka McGwirea, jak čekají ve frontě na první raketu. Oba hostovali sami v sobě ve dvou dřívějších epizodách z této řady, Cáklý Max jedna a Bartovo napravení. Mezi dalšími ve frontě jsou podnikatel Bill Gates, režisér Ron Howard, bývalý prezident Jimmy Carter, vědec Stephen Hawking, rockový hudebník Paul McCartney, basketbalista Michael Jordan a krasobruslařka Michelle Kwanová. Na lodi odsouzené k zániku jsou také herci Pauly Shore a Tom Arnold, politici Ross Perot a Dan Quayle, zpěvačka Courtney Loveová, televizní moderátorky Rosie O'Donnellová a Laura Schlessingerová, filmový režisér Spike Lee, aktivista Al Sharpton a krasobruslařka Tonya Hardingová.

## Přijetí
V původním americkém vysílání 31. října 1999 získal díl podle agentury Nielsen Media Research rating 8,6, což znamená přibližně 8,7 milionu diváků. Epizoda skončila na 34. místě ve sledovanosti v týdnu od 25. do 31. října 1999. Po epizodě následovala repríza Speciálního čarodějnického dílu 10. řady, která byla původně vysílána v předchozím roce. V roce 2000 byl díl nominován na cenu CINE Golden Eagle Award, kterou nakonec získal. Byl také nominován na cenu Golden Reel Award v kategorii nejlepší střih zvuku – televizní animace, kterou prohrál s epizodou Spongeboba v kalhotách Mermaid Man & Barnacle Boy. 7. října 2008 byl díl vydán jako součást DVD setu The Simpsons: The Complete Eleventh Season. Na audiokomentáři k epizodě se podíleli Mike Scully, George Meyer, Ian Maxtone-Graham, Ron Hauge, Donick Cary, Tim Long, Matt Selman a Pete Michels.
Po odvysílání získal díl pozitivní hodnocení kritiků. Ve své recenzi The Simpsons: The Complete Eleventh Season Colin Jacobson z DVD Movie Guide napsal, že „i v těch nejhorších řadách seriálu se štábu vždy podaří přijít s dobrou halloweenskou epizodou“ a že díl „v tomto trendu pokračuje“. Ze všech tří část Jacobson považoval Život je krátký, pak následuje smrt za nejslabší. Napsal, že „kromě dobrého konce toho prostě nemá moc co nabídnout“, a dodal, že je ze všech tří dílů nejzastaralejší. Dále uvedl: „Diddily nabízí zábavnou hororovou parodii a Xena je úžasný superhrdinský kousek se spoustou chytrosti.“. Ian Jane z DVD Talku epizodu také kladně ohodnotil, považoval ji za jednu z nejlepších epizod řady a napsal: „Tato epizoda, stejně jako mnoho předchozích i následujících, je skvělou směsí parodie na horory a zábavy na téma Halloween ve Springfieldu.“. V roce 2007 zařadil Seb Patrick z Noise to Signal Ztracenou Xenu do seznamu nazvaného 10 nejlepších částí Speciálních čarodějnických dílů. Ačkoli se mu nelíbila role Barta a Lízy v této části, Patrick napsal, že si „zaslouží své pruhy tím, že je to možná nejlepší hodina Komiksáka“. Pochválil také odkazy v části a Lawlessovu hlášku „Udělal to čaroděj.“, což je věta používaná k vysvětlení chyb kontinuity. V roce 2009 byla Sběratelova žádost o ruku Lawlessové zařazena na seznam nejlepších hlášek Komiksáka dle IGN.